# Dicranomyia huttoni
Dicranomyia huttoni är en tvåvingeart som beskrevs av Edwards 1923. Dicranomyia huttoni ingår i släktet Dicranomyia och familjen småharkrankar. Inga underarter finns listade i Catalogue of Life.